# Oncioderes rondoniae
Oncioderes rondoniae là một loài bọ cánh cứng trong họ Cerambycidae.